# Spalax giganteus
La rata topo gigante (Spalax giganteus) es una especie de roedor miomorfo de la familia Spalacidae.

## Distribución
Es endémica de Rusia.